# Aeroportul Farnborough
Aeroportul Farnborough (IATA: FAB, ICAO: EGLF) este un aeroport din Rushmoor, Hampshire⁠(d), Hampshire, South East England, Anglia, Regatul Unit ce deservește zona Farnborough. A fost deschis în 1908 și numit după zona deservită.
Situat la o altitudine de 73 m, aeroportul dispune de 1 pistă. Este operat de Techniques d'Avant Garde⁠(d).

## Infrastructură

### Piste
Aeroportul dispune de o singură pistă. Pista 06/24 are suprafața de asfalt și dimensiunile 2.440 m × 46 m. 

### Terminale
Aerogara are în componență 4 terminale, Building Q121 At Former Royal Aircraft Establishment Site⁠(d), Building R133 At Former Royal Aircraft Establishment⁠(d), G1 Building at the Royal Aircraft Establishment⁠(d) și G 29 Building At The Royal Aircraft Establishment⁠(d). 